# Ixhuatán, Chiapas
Ixhuatán är en ort i Mexiko.   Den ligger i kommunen Ixhuatán och delstaten Chiapas, i den sydöstra delen av landet, 700 km öster om huvudstaden Mexico City. Ixhuatán ligger 459 meter över havet och antalet invånare är 3 392.
Terrängen runt Ixhuatán är huvudsakligen bergig, men den allra närmaste omgivningen är kuperad. Ixhuatán ligger nere i en dal. Runt Ixhuatán är det ganska tätbefolkat, med 72 invånare per kvadratkilometer. Närmaste större samhälle är Pueblo Nuevo Jolistahuacan, 18,7 km sydost om Ixhuatán. I omgivningarna runt Ixhuatán växer i huvudsak städsegrön lövskog.